# Sopot (Sveti Nikole)
Pour les articles homonymes, voir Sopot (homonymie).
Sopot (en macédonien Сопот) est un village du centre de la Macédoine du Nord, situé dans la municipalité de Sveti Nikolé. Le village comptait 89 habitants en 2002.

## Démographie
Lors du recensement de 2002, le village comptait :
- Macédoniens : 89